# Mount Clemens (Michigan)
Mount Clemens település az Amerikai Egyesült Államok Michigan államában, Macomb megyében, melynek megyeszékhelye is. Lakosainak száma 15 697 fő (2020. április 1.).

## Népesség
A település népességének változása:

| 2010 | 16 314 |
| 2020 | 15 697 |